# Dino Jonsäter
Daniel Hans "Dino" Jonsäter, född 30 maj 1969 i Oscars församling, Stockholm, är en svensk filmklippare. 
Jonsäter inledde sin karriär som inslagsproducent för TV-programmen Knesset och Cumbaya i ZTV samt Sen kväll med Luuk i TV4 i mitten av 1990-talet. Efter att ha lämnat produktionsbolaget Efti blev han frilans som och började regissera musikvideor och reklamfilm under 2000-talet innan han blev klippare på heltid. Efter att ha arbetat med några avsnitt av TV-serierna Playa del Sol och Gynekologen i Askim fick han uppdraget att klippa Tomas Alfredsons långfilm Låt den rätte komma in (2008). Filmen kom att förändra hans karriär och Jonsäter fick även uppdraget att klippa Alfredsons långfilm Tinker, Tailor, Soldier, Spy (2011). För klippningen nominerades Jonsäter i kategorin Bästa klippning vid BAFTA-galan 2012. Han har även vunnit två Guldbaggar för bästa klippning: 2019 för Goliat och 2021 för Världens vackraste pojke tillsammans med Hanna Lejonqvist.